# Kjartan Poskitt

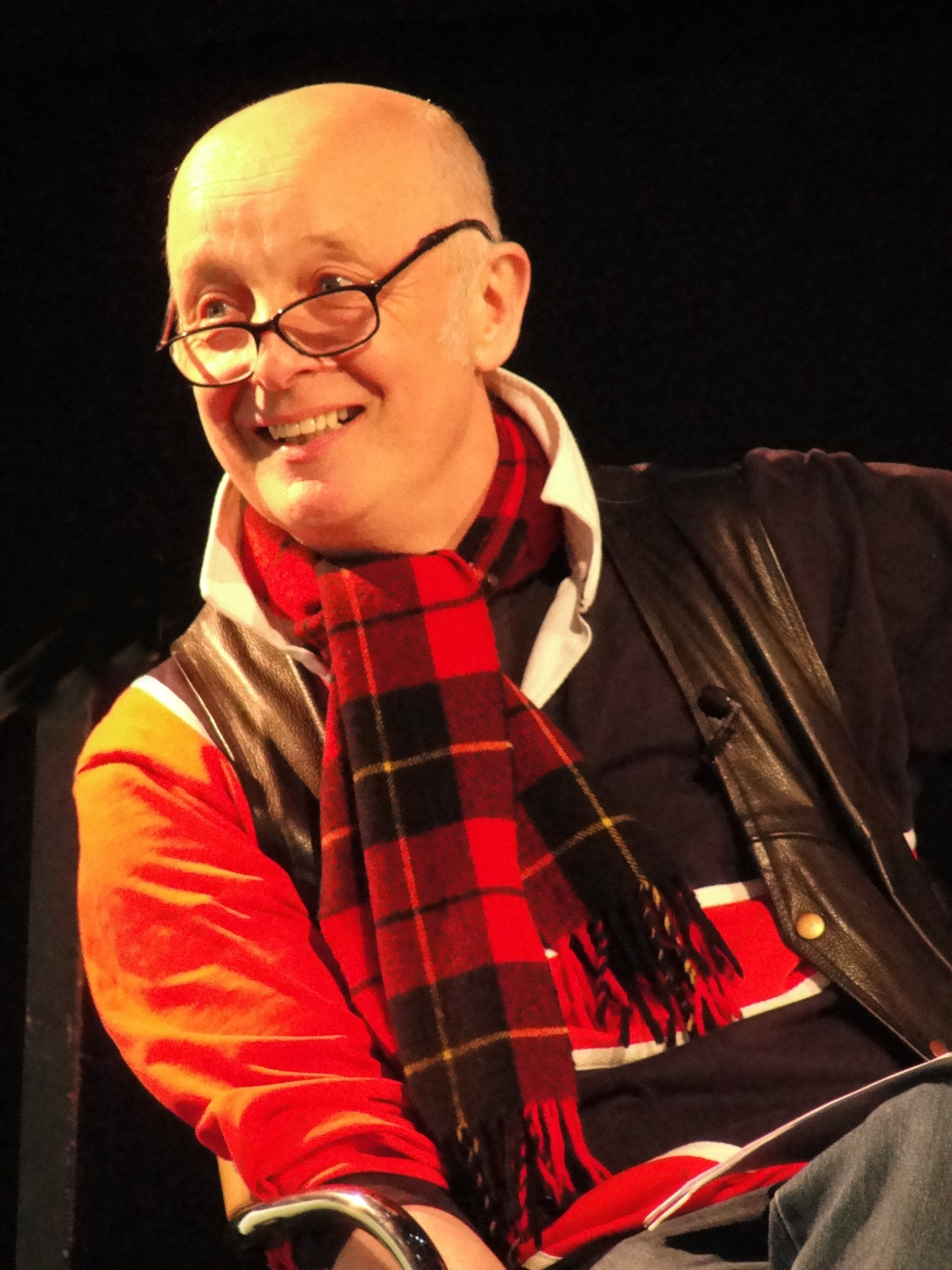
Kjartan Poskitt, 2014

Kjartan Poskitt (* 15. Mai 1956) ist ein britischer Buchautor und Fernsehmoderator.
Poskitt studierte am Collingwood College, Durham University. Er hat naturwissenschaftliche Bücher in der Reihe „WahnsinnsWissen“ verfasst. Zudem hat er die Reihe „Killer Puzzles book“ sowie „The Magic of Pants“ und „A Brief History of Pants“ verfasst, die allerdings nicht in die deutsche Sprache übersetzt wurden. Kjartan Poskitt arbeitet an einer Reihe von Bildungsprogrammen für Kindersendungen mit, die meist auf BBC ausgestrahlt werden, darunter „The Maths Channel“ zusammen mit David Sanford und Daniel Grosvenor.

## Bibliographie

### Kinder- und Jugendliteratur
- Auf den Spuren des Phantoms. Ein interaktives Abenteuer. Arena Verlag, 1998. ISBN 978-3-401-00335-1
- Amanda Babbel und die platzende Paula. Fischer Sauerländer, 2013. ISBN 978-3-7373-6368-6

#### Urgum-Reihe
mit Illustrationen von Philip Reeve; übersetzt von Vanessa Walder
- Urgum der Barbar. cbj Verlag, 2008. ISBN 978-3-570-13382-8 (Originaltitel: Urgum the Axeman)
- Urgum: Wettkampf der Barbaren. cbj Verlag, 2009. ISBN 978-3-570-13419-1 (Originaltitel: Urgum and the Seat of Flames)

#### Sachbücher
- Allgemeinwissen für Schüler. Mathe – Physik – Chemie (mit Nick Arnold als Co-Autor). Arena Verlag, 2005. ISBN 978-3-401-02362-5

WahnsinnsWissen-Reihe
- Echt galaktisch, das Weltall. Loewe Verlag, 1998. ISBN 978-3-785-53204-1
- Mathe, voll logisch!. Loewe Verlag, 1998. ISBN 978-3-785-53304-8
- Mathe, einfach maßlos! Länge, Fläche und Volumen . Loewe Verlag, 2002. ISBN 978-3-785-54229-3
- Die unendliche Welt der Planeten. Loewe Verlag, 2003. ISBN 978-3-785-54676-5

### Weitere Literatur
mit Illustrationen von Philip Reeve
- The Magic of Pants. Scholastic, 2004. ISBN 978-0-439-96860-7
- A Brief History of Pants. Scholastic, 2005. ISBN 978-0-439-95398-6

mit Steven Appleby als Co-Autor
- Lassedasse. Freundliche Ratschläge. 1996. ISBN 978-3-931-87022-5
- Die 99 Lassedasse. Tätigkeiten, vor denen wir nur warnen können. Ein Führer. Achterbahn Verlag, 2001. ISBN 978-3-928-95025-1
- Die 122 Abtörner. Ein Katalog der verbreitetsten Ekel-Egel. Achterbahn Verlag, 2001. ISBN 978-3-928-95043-5